# 芽 (数学)
数学上，一个芽（germ），或称芽胚，是从一个拓扑空间到另一个拓扑空间的连续函数的一个等价类（例如从实直线到自身），其中定义域中的一个点x0被特别选出。两个函数f和g是等价的，当且仅当存在一个x0的开邻域U，使得对所有x ∈ U,等式f(x) = g(x)成立。所有f在点x0的局部性质仅依赖于f属于哪一个芽。
当空间是黎曼曲面时，芽可以视为幂级数，因而芽的集合可以视为解析函数的解析开拓（analytical continuation）。黎曼曲面条目中有更多关于那个意义下的芽的细节。

## 参看
- 层